# 2013年阿拉斯加地震
2013年阿拉斯加地震是發生在當地時間2013年1月4日下午11時58分（UTC-9）的地震，震央位於美國阿拉斯加州小鎮克雷格的西南西方約106公里的外海。太平洋海嘯警報中心一度發表海嘯警報，不過只在阿拉斯加的沿岸觀測到13公分高度的數據。此次地震在當地未傳出嚴重的災情。

## 海嘯
此起地震使西岸及阿拉斯加海嘯警報中心在美國與加拿大的太平洋沿岸發布海嘯警報，而於阿拉斯加州的亞歷山大港觀測到13公分的海嘯。
日本的氣象廳則於日本時間（UTC+9）5日20時22分，宣布海嘯並不會對日本造成影響。

## 外部連結
- M7.5 - 106km WSW of Craig, Alaska（页面存档备份，存于） USGS